# 岩橋小弥太
岩橋 小弥太（いわはし こやた、明治18年（1885年）10月11日 - 昭和53年（1978年）12月9日）は、日本の歴史学者。國學院大學名誉教授。

## 経歴
1885年(明治18年)、大阪府大阪市東区に生れた。1904年3月、大阪府立天王寺中学校を卒業。同級には西田直二郎、折口信夫、武田祐吉らがいた。私立國學院大學師範部国語漢文科に進学し、1907年(明治40年)7月に卒業。
卒業後は、1097年8月より大阪市史編纂事務嘱託に就いた。1909年3月、大阪市を辞めて三省堂編修所に勤務し、『辞林』の増補に従事。1911年4月からは国書刊行会に勤務した。
1914年(大正3年)9月、三井家史編纂事務を嘱託される、1916年12月まで従事。1917年4月、八代国治等の推薦により京都帝国大学文科大学助手に採用された。当時国史研究室には内田銀蔵、三浦周行両教授がいた。なお、三浦が國學院大學で日本法制史を講義していた時に、岩橋はこれを受講していた。1919年10月、東京帝国大学より史料謄写事務を嘱託され兼任。1924年10月、京都帝国大学文科大学を退官。その後は、堺市史資料蒐集事務嘱託となった（1926年10月まで）。
1925年5月、東京帝国大学史料編纂官に就任。『大日本史料』第7編を担当。1926年5月には、國學院大學教授に就いた。1933年(昭和8年)4月、明治大学文科専門部教授を兼任。1939年3月からは國學院大學附属神道部教授。1941年3月、帝国学士院より宸翰集成編纂事務を嘱託された。太平洋戦争下の1944年には紀元二千六百年奉祝会会務を嘱託され、『宸翰英華』の編纂に従事した。
戦後
1946年4月、國學院大學学部教授。1947年2月、東京帝国大学史料編纂官を退官。1949年4月、明治大学文学部兼任教授（昭和33年3月まで）。同年10月、学位論文『中世の謡物に関する研究』を國學院大學に提出して文学博士の学位を取得。
1957年（昭和32年）10月4日、皇居に招かれて後奈良天皇の御事績について進講を行う（四百年式年祭を控えてのもの）。
1959年2月、文化財専門審議会専門委員・書跡部会長を委嘱された。1968年3月、國學院大學を退官し、名誉教授となった。1978年12月、老衰のため死去、正四位を追贈された。墓所は多磨霊園にある。

## 受賞・栄典
- 1964年10月：宸翰を主とする文書調査・筆跡研究の功績により紫綬褒章を受章。
- 1967年11月：勲三等瑞宝章を受章。
- 1978年：正四位を追贈。

## 研究内容・業績
主に古文書の調査・研究に業績をあげたほか、上代から近世におよぶ日本史全般、さらには中世芸能史、神道史・国文学など幅広い分野で活躍した。

## 著書
- 『日本舞踏史』国史講習会 1922／クレス出版 2010（復刻）
- 『京畿社寺考』雄山閣 1926
- 『史料採訪』峯文荘 1944
- 『日本芸能史 中世歌舞の研究』芸苑社 1951
- 『上代史籍の研究』第1集 吉川弘文館、1956
- 『上代史籍の研究』第2集 吉川弘文館 1958
- 『上代官職制度の研究』吉川弘文館 1962
- 『花園天皇』（人物叢書）吉川弘文館 1962、新版1990 ISBN　9784642051873
- 『上代官吏制度の研究』吉川弘文館 1964
- 『上代食貨制度の研究』第1集 吉川弘文館 1968
- 『上代食貨制度の研究』第1集 吉川弘文館 1969
- 『日本の国号』吉川弘文館 1970、新版　1997　ISBN　9784642077415。（読みなおす日本史）2025 ISBN　9784642078030
- 『神道史叢説』吉川弘文館 1971
- 『律令叢説』吉川弘文館 1972
- 『増補上代史籍の研究』吉川弘文館 1973
- 『芸能史叢説』吉川弘文館 1975
- 『上田秋成』有精堂 1975
- 『翰墨史話』木耳社 1978